# Прищепенко, Иван Валерьевич
Иван Валерьевич Прищепенко (родился 26 мая 1982 года в Красноярске) — российский регбист и регбийный тренер (сертифицированный тренер World Rugby), выступавший на позиции столба (нападающего первой линии) на протяжении своей карьеры за красноярские клубы "Енисей-СТМ" и «Красный Яр». Мастер спорта России международного класса по регби (приказ от 9 февраля 2010).

## Биография
На протяжении своей карьеры выступал за два красноярских клуба - РК "Енисей-СТМ" и РК «Красный Яр». Дважды чемпион России, трижды обладатель Кубка России. За сборную России провёл 38 игр, в которых набрал 20 очков благодаря четырём попыткам. Сыграл четыре матча на чемпионате мира, выйдя в одном из них на замену. Заносил попытки в матчах против Чехии, Украины и Румынии (дважды); в товарищеском матче против новозеландского клуба «Ширли» перед чемпионатом мира также отметился попыткой (итоговая победа 31:5).
Работает методистом отделения регби, тренером в составе «Красного Яра» с 2014 года. С 2020 года старший тренер сборной России до 18 лет. Женат, 2 дочки.